# Montale Rangone
Montale Rangone is een plaats (frazione) in de Italiaanse gemeente Castelnuovo Rangone.